# Temná hmota (film)
Temná hmota  (v anglickém originále Dark Matter) je americký dramatický film z roku 2007. Režisérem filmu je Chen Shi-zheng. Hlavní role ve filmu ztvárnili Liu Ye, Aidan Quinn, Meryl Streep, Lloyd Suh a Peng Chi.

## Obsazení
| Liu Ye        | Liu Xing          |
| Aidan Quinn   | Jacob Reiser      |
| Meryl Streep  | Joanna Silver     |
| Lloyd Suh     | Laurence Feng     |
| Peng Chi      | Mama              |
| Blair Brown   | Hildy             |
| Boris McGiver | Reverend Hollings |
| Bill Irwin    | Hal Silver        |